# Akaflieg Berlin Charlotte
Die Charlotte war ein einsitziges schwanzloses Segelflugzeug der Akademischen Fliegergruppe Berlin.

## Geschichte
Die Arbeiten am ersten Flugzeugentwurf der Gruppe begannen 1921. Hermann Winter konstruierte Tragfläche und Steuerungseinbauten, Edmund Pfister Rumpf und Seitenleitwerk. Die Konstruktionsarbeiten waren aufgrund ungeklärter Fragen der Längsstabilität und Flugsteuerung langwierig. Zur Unterstützung der Studenten hielten August von Parseval und sein Assistent Hans Seehase zusätzliche Lehrübungen an der TH Berlin ab. Wilhelm Hoff stand als Leiter der DVL in Berlin-Adlershof für Fragen zur Verfügung.
Der Bau des nach dem Hochschulstandort benannten Flugzeugs begann auf dem Dachboden der Hochschule. Bauverzögerungen gefährdeten die angestrebte Teilnahme am Rhönwettbewerb 1922. Dank der Verbindung Seehases zum Sablatnig Flugzeugbau konnte die Charlotte dort fertiggestellt werden.

## Konstruktion
Die Charlotte war ein einsitziger, abgestrebter Schulterdecker aus Holz, stoffbespannt, mit Fachwerkrumpf. Die Tragfläche in Zanonia-Form bestand aus einem rechteckigen Mittelstück und zurückgezogenen Flügelenden mit daransitzenden Steuerklappen. Zwei elastische Kufen unter dem Rumpf bildeten das Fahrgestell.
Gesteuert wurde mit zwei Hebeln links und rechts vom Piloten: Gleichsinnige Bewegung führte zu Höhenruder-, gegenläufige zu Querruderwirkung der dann entgegengesetzt ausgeschlagenen Steuerflächen. Steuerung um die Hochachse erfolgte über ein per Pedale betätigtes Seitenruder.

## Technische Daten
| Kenngröße             | Daten     |
| --------------------- | --------- |
| Besatzung             | 1         |
| Länge                 | 4,50 m    |
| Spannweite            | 15,20 m   |
| Höhe                  |           |
| Flügelfläche          | 20 m²     |
| Flügelstreckung       | 10,1      |
| Gleitzahl             |           |
| Geringstes Sinken     |           |
| Leermasse             | 100 kg    |
| max. Startmasse       | 170 kg    |
| Flächenbelastung      | 8,5 kg/m² |
| Höchstgeschwindigkeit |           |

## Trivia
Trotz der vom Preisgericht erhaltenen 2000 Mark reichte das Geld nicht für den Rücktransport des beim Rhönwettbewerb 1922 beschädigten Flugzeuges als Bahnfracht. Zehn Wochen nach seinem Absturz machte sich Winter gemeinsam mit Pfister und Anderen und den Resten der Charlotte auf den Fußmarsch zurück nach Berlin. Das dabei erzeugte Aufsehen führte zu einem Artikel in der überregional erscheinenden Berliner Vossischen Zeitung, woraufhin sich ein Stifter für die Frachtkosten per Bahn ab Eisenach fand.